# Huillania
Huillania is een geslacht van kevers uit de familie bladkevers (Chrysomelidae).
De wetenschappelijke naam van het geslacht werd in 1921 gepubliceerd door Laboissiere.

## Soorten
- Huillania bifasciata Laboissiere, 1931
- Huillania foramina Laboissiere, 1921
- Huillania gibbicollis Laboissiere, 1931